# Эйтан (мошав)
Эйтан (ивр. אֵיתָן‎) — религиозный сионистский мошав в регионе Южной части долины Шфела недалеко от города Кирьят-Гат, административно относящийся к региональному совету Шапир. В 2020 году его население составляло 464 человек.

## Название
Есть две версии происхождения названия резиденции:
- Согласно стиху 24:21 в Книге Чисел:

крепко жилище твое, и на скале положено гнездо твоеЧис. 24:21
Оригинальный текст (иврит)וַיֹּאמַר אֵיתָן מוֹשָׁבֶךָ וְשִׂים בַּסֶּלַע קִנֶּךָ
- Согласно стиху 5:24 в Книге пророка Амоса:

Но да струится правосудие как вода, и истина как поток неиссякающийАмос. 5:24
Оригинальный текст (иврит)יִגַּל כַּמַּיִם מִשְׁפָּט וּצְדָקָה כְּנַחַל אֵיתָן
В обоих случаях значение слова «Эйтан» — нечто прочное, твёрдое, долговечное.

## История
Мошав был основан в 1955 году выходцами из Туниса и острова Джерба, среди которых был раввин Шушан Ха-Коэн, ранее занимавший должность раввина Джербы. Среди поселенцев было также 17 семей, иммигрировавших из Марокко. Поселенцы придерживались национально-религиозных взглядов.
В 1957 году в мошаве проживало около 70 семей.
Мошав представляет собой сельскохозяйственный поселок, основными культурами которого являются цитрусовые, различные фрукты и овощи.
Примерно в 2010 году останки раввинов Шауля Ха-Коэна, Моше Коэна и Авраама Ха-Коэна из раввинов Джербы были привезены для захоронения на участке на кладбище мошава.
В 2020 году началось строительство пристроек к мошаву.

## Население
По данным Центрального статистического бюро Израиля, население на начало 2020 года составляло 464 человека.